# ألف بويد
ألف بويد (بالإنجليزية: Alf Boyd)‏ (22 أكتوبر 1920 بدندي في المملكة المتحدة - 1 يناير 1998) هو مدرب كرة قدم ولاعب كرة قدم بريطاني (وحمل سابقاً جنسية المملكة المتحدة لبريطانيا العظمى وأيرلندا) في مركز نصف الجناح. لعب مع سانت جونستون ونادي دندي وDundee North End F.C. ‏ ورابطة كرة القدم الاسكتلندية الحادية عشر ‏.